# NHL Entry Draft 1995
NHL Entry Draft 1995 był 33. draftem NHL w historii. Odbył się w dniach 8 lipca w Northlands Coliseum w Edmonton.

## Draft 1995

### Runda 1
| #  | Zawodnik                   | Narodowość        | Drużyna NHL                              | Klub macierzysty            |
| -- | -------------------------- | ----------------- | ---------------------------------------- | --------------------------- |
| 1  | Bryan Berard (O)           | Stany Zjednoczone | Ottawa Senators                          | Detroit Jr. Red Wings (OHL) |
| 2  | Wade Redden (O)            | Kanada            | New York Islanders                       | Brandon Wheat Kings (WHL)   |
| 3  | Aki Berg (O)               | Finlandia         | Los Angeles Kings                        | TPS                         |
| 4  | Chad Kilger (LS)           | Kanada            | Mighty Ducks of Anaheim                  | Kingston Frontenacs (OHL)   |
| 5  | Daymond Langkow (C)        | Kanada            | Tampa Bay Lightning                      | Tri-City Americans (WHL)    |
| 6  | Steve Kelly (C)            | Kanada            | Edmonton Oilers                          | Prince Albert Raiders (WHL) |
| 7  | Shane Doan (PS)            | Kanada            | Winnipeg Jets                            | Kamloops Blazers (WHL)      |
| 8  | Terry Ryan (LS)            | Kanada            | Montreal Canadiens                       | Tri-City Americans (WHL)    |
| 9  | Kyle McLaren (PS)          | Kanada            | Boston Bruins (z Hartford Whalers)       | Tacoma Rockets (WHL)        |
| 10 | Radek Dvořák (PS)          | Czechy            | Florida Panthers                         | HC Czeskie Budziejowice     |
| 11 | Jarome Iginla (PS)         | Kanada            | Dallas Stars                             | Kamloops Blazers (WHL)      |
| 13 | Jean-Sébastien Giguère (B) | Kanada            | Hartford Whalers (z New York Rangers)    | Halifax Mooseheads (QMJHL)  |
| 22 | Brian Boucher (B)          | Stany Zjednoczone | Philadelphia Flyers                      | Tri-City Americans (WHL)    |
| 23 | Miika Elomo (C)            | Stany Zjednoczone | Washington Capitals (ze St. Louis Blues) | Kiekko-67                   |
| 24 | Aleksiej Morozow (PS)      | Rosja             | Pittsburgh Penguins                      | Krylja Sowietow Moskwa      |

### Runda 2
| #  | Zawodnik             | Narodowość | Drużyna NHL                               | Klub macierzysty        |
| -- | -------------------- | ---------- | ----------------------------------------- | ----------------------- |
| 28 | Jan Hlaváč (LS)      | Czechy     | New York Islanders                        | Sparta Praga            |
| 31 | Georges Laraque (PS) | Kanada     | Edmonton Oilers                           | Saint-Jean Lynx (QMJHL) |
| 49 | Jochen Hecht (C)     | Niemcy     | St. Louis Blues                           | Adler Mannheim          |
| 50 | Pavel Rosa (PS)      | Czechy     | Los Angeles Kings (z Pittsburgh Penguins) | HC Litvínov             |

### Runda 3
| #  | Zawodnik                   | Narodowość | Drużyna NHL                                              | Klub macierzysty        |
| -- | -------------------------- | ---------- | -------------------------------------------------------- | ----------------------- |
| 57 | Lukáš Zíb (O)              | Czechy     | Edmonton Oilers                                          | HC Czeskie Budziejowice |
| 59 | Uładzimir Cypłakou (LS)    | Białoruś   | Los Angeles Kings                                        | Fort Wayne Komets (IHL) |
| 69 | Siergiej Gusiew (O)        | Rosja      | Dallas Stars (z Washington Capitals przez Winnipeg Jets) | CSK WWS Samara          |
| 70 | Siergiej Wyszedkiewicz (O) | Rosja      | New Jersey Devils                                        | Dinamo Moskwa           |

### Runda 4
| #   | Zawodnik              | Narodowość | Drużyna NHL                                    | Klub macierzysty      |
| --- | --------------------- | ---------- | ---------------------------------------------- | --------------------- |
| 81  | Tomi Kallio (PS)      | Finlandia  | Colorado Avalanche (z Mighty Ducks of Anaheim) | Kiekko-67             |
| 87  | Sami Kapanen (PS)     | Finlandia  | Hartford Whalers                               | HIFK                  |
| 88  | Daniel Tjärnqvist (O) | Szwecja    | Florida Panthers                               | Rögle BK              |
| 91  | Marc Savard (C)       | Kanada     | New York Rangers                               | Oshawa Generals (OHL) |
| 101 | Michal Handzuš (C)    | Słowacja   | St. Louis Blues                                | Iskra Banská Bystrica |

### Runda 5
| #   | Zawodnik              | Narodowość | Drużyna NHL        | Klub macierzysty            |
| --- | --------------------- | ---------- | ------------------ | --------------------------- |
| 106 | Vladimír Országh (PS) | Słowacja   | New York Islanders | Iskra Banská Bystrica       |
| 110 | Aleksiej Wasiljew (O) | Rosja      | New York Rangers   | Krylja Sowietow Moskwa      |
| 116 | Miikka Kiprusoff (B)  | Finlandia  | San Jose Sharks    | TPS                         |
| 118 | Jason Morgan (C)      | Kanada     | Los Angeles Kings  | Kingston Frontenacs (OHL)   |
| 122 | Chris Mason (B)       | Kanada     | New Jersey Devils  | Prince George Cougars (WHL) |

### Runda 6
| #   | Zawodnik             | Narodowość | Drużyna NHL       | Klub macierzysty            |
| --- | -------------------- | ---------- | ----------------- | --------------------------- |
| 142 | Jaroslav Kudrna (LS) | Czechy     | San Jose Sharks   | Penticton Panthers (BCJHL)  |
| 144 | Brent Sopel (O)      | Kanada     | Vancouver Canucks | Swift Current Broncos (WHL) |

### Runda 7
| #   | Zawodnik                | Narodowość | Drużyna NHL        | Klub macierzysty              |
| --- | ----------------------- | ---------- | ------------------ | ----------------------------- |
| 164 | Stéphane Robidas (O)    | Kanada     | Montreal Canadiens | Shawinigan Cataractes (QMJHL) |
| 177 | Per-Johan Axelsson (LS) | Szwecja    | Boston Bruins      | Västra Frölunda HC            |

### Runda 8
| #   | Zawodnik           | Narodowość | Drużyna NHL             | Klub macierzysty                    |
| --- | ------------------ | ---------- | ----------------------- | ----------------------------------- |
| 185 | Ihor Karpenko (B)  | Ukraina    | Mighty Ducks of Anaheim | Sokił Kijów                         |
| 188 | Jaroslav Obšut (O) | Słowacja   | Winnipeg Jets           | North Battleford North Stars (SJHL) |
| 195 | Ilja Gorochow (O)  | Rosja      | New York Rangers        | Torpedo Jarosław                    |
| 203 | Siergiej Żukow (O) | Rosja      | Boston Bruins           | Torpedo Jarosław                    |

### Runda 9
| #   | Zawodnik             | Narodowość | Drużyna NHL         | Klub macierzysty     |
| --- | -------------------- | ---------- | ------------------- | -------------------- |
| 218 | David Lemanowicz (B) | Kanada     | Florida Panthers    | Spokane Chiefs (WHL) |
| 223 | Daniił Markow (O)    | Rosja      | Toronto Maple Leafs | Spartak Moskwa       |

Legenda: B – bramkarz, O – obrońca, C – center, LS – lewoskrzydłowy, PS – prawoskrzydłowy.